# Kantkloswier
Kantkloswier (Corynophlaea verruculiformis) is een bruinwiersoort uit de familie Chordariaceae. Deze exotische wiersoort werd in 1994 voor het eerst in de Nederlandse wateren waargenomen.

## Beschrijving
De thallus (plantvorm) van kantkloswier vormt kleine kussentjes die maximaal 1 mm in doorsnede zijn en 200 µm hoog. Deze kussentjes bestaan uit een kern van cellen met daaromheen radiaire filamenten (de parafysen). De cellen in de kern zijn 15x60 µm. Vanuit de basis van de parafysen, die knotsvormig zijn en uit 8 tot 12 cellen bestaan, ontstaan soms meercellige haren.